# Parkeergarage
Een parkeergarage is een voorziening waar automobilisten hun auto's (meestal) overdekt kunnen parkeren.
Een parkeergarage kan in principe bestaan uit parkeerplaatsen, óf uit een geautomatiseerd systeem waarmee parkeergelegenheid (dus geen parkeerplaats of -plek) geboden wordt. Voor het gebruik van een parkeergarage moet meestal worden betaald. Veel Nederlandse gemeentes subsidiëren het gebruik van parkeergarages, omdat de garages een groot deel van de tijd weinig gebruikt worden.

## Toegang
Een parkeergarage heeft vaak meerdere verdiepingen en in dat geval zijn er hellingen, of bij uitzondering een lift, om met de auto op het gewenste niveau te komen. De garage kan boven- of ondergronds zijn, in het laatste geval zijn van buitenaf alleen de toegangen zichtbaar. Ook gaat gaat men dan niet omhoog, maar omlaag om naar het gewenste niveau te gaan.
Meestal is er een aparte in- en uitgang voor auto's, beide afgesloten met een slagboom. Het is niet de bedoeling dat voetgangers hiervan gebruikmaken, voor voetgangers is er een apart trappenhuis, meestal met een lift.
Een parkeergarage kan een geheel zijn met een groot winkelcentrum. In dat geval kunnen de verdiepingen van de parkeergarage aansluiten op de verdiepingen van het winkelcentrum, waarbij lift en roltrappen gemeenschappelijk zijn. Ook kan een parkeergarage deel uitmaken van een concertgebouw of theater, zodat concert- of theaterbezoekers vanuit de parkeergarage direct naar binnen kunnen gaan. Het voordeel hiervan ze na het parkeren niet eerst naar buiten en dan weer naar binnen hoeven te gaan.

## Betaling
Rijdt men met de auto naar binnen, dan ontvangt men veelal een kaartje, waarna de slagboom open gaat. Bij de toegang voor voetgangers bevindt zich een betaalautomaat waar voor de parkeertijd betaald kan worden. Het kaartje wordt dan geactiveerd en is ongeveer een kwartier geldig om de slagboom bij de uitgang te openen. Bij evenementen is het soms mogelijk om een speciale uitrijkaart te kopen waarmee de slagboom bij de uitgang direct kan worden geopend. Ook kunnen de parkeerkosten inbegrepen zijn in de prijs van het entreebewijs. In dat geval kunnen de slagbomen bij de in- en uitgang met behulp van dit kaartje worden geopend of men ontvangt dan bij het kaartje een parkeerkaart waarmee de slagbomen kunnen worden geopend. Dit komt vaak voor bij parkeergarages die zijn gesitueerd in de buurt van concertgebouwen of theaters.
Een bekend probleem is dat sommige gebruikers - misschien doordat ze niet weten hoe het systeem werkt - proberen de parkeergarage te verlaten met een kaartje dat niet geactiveerd is of dat te lang geleden geactiveerd werd. Dat levert ergernis op bij andere gebruikers, want de uitgang is versperd, waardoor de activering van hun kaartje verloopt.
Een andere werkwijze, bijvoorbeeld toegepast op de parkeerterreinen van Schiphol is dat de gebruiker bij aankomst de slagboom opent met een betaalkaart. Bij vertrek gebruikt hij dezelfde betaalkaart, waardoor de parkeerduur bekend is en het verschuldigde bedrag kan worden afgeschreven. Op Schiphol wordt ook gebruikt gemaakt van kentekenherkenning. Dit wordt toegepast bij lang parkeren. Hiervoor dient online een reservering te worden gemaakt voor de duur van de vliegreis waarbij ook het kenteken van de auto dient te worden opgegeven. Hierbij wordt ook de betaling gedaan. Het kenteken van de auto wordt dan bij de slagboom gescand en zodra het kenteken is herkend gaat de slagboom open waarna de gebruiker het parkeerterrein op kan rijden. Bij terugkomst dient deze dan alleen eventuele extra kosten als gevolg van bijvoorbeeld een vertraagde vlucht te betalen bij de betaalautomaat. Hiervoor ontvangt de gebruiker bij de slagboom een kaartje met het kenteken en het reserveringsnummer. Na deze betaling of als er geen extra kosten hoeven te worden betaald kan de gebruiker het parkeerterrein verlaten nadat het kenteken opnieuw is gescand.

## Parkeerplaatsen voor specifieke doelgroepen
In een parkeergarage kunnen er een aantal parkeerplaatsen gereserveerd zijn voor invaliden en in toenemende mate ook voor het opladen van elektrische auto's. Deze parkeervakken zijn herkenbaar door markeringen op de grond en door borden. De ligging van de parkeerplaatsen voor invaliden is meestal op de begane grond, of dicht bij de lift, of de in- of uitgang. Vaak tref je oplaadplaatsen voor elektrische auto's naast de invalideparkeerplaatsen aan. Deze zijn ook te herkennen aan de laadpalen of die erbij staan of opladers die aan de muur hangen. In moderne parkeergarages wordt het aantal vrije parkeerplaatsen voor deze specifieke doelgroepen vaak apart getoond op een dynamisch elektronisch bord bij de ingang.